# Cattedrale di San Patrizio (Dublino)
La cattedrale di San Patrizio (St. Patrick's Cathedral in inglese; Árd Eaglais Naomh Pádraig in gaelico irlandese) è una delle due cattedrali protestanti sotto l'egida della Chiesa d'Irlanda di Dublino, capitale della Repubblica d'Irlanda, e più precisamente la più grande. Nonostante sia stata eretta a tale status nel 1191, quando ancora era al di fuori delle mura cittadine, oggi non è il soglio di alcun vescovo, in quanto questo merito spetta alla Cattedrale di Christchurch. È intitolata a San Patrizio, un monaco che ha diffuso il cristianesimo in Irlanda.
Le campane sono accordate in scala di Do.
L'organo è uno dei più grandi di tutta l'Irlanda, con oltre 4000 canne. Alcune parti risalgono a uno strumento Renatus Harris del 1695. L'organo è stato ricostruito negli anni '90 dell'Ottocento e nuovamente revisionato nel 1963.